# 1994-es Formula–1 belga nagydíj
A belga nagydíj volt az 1994-es Formula–1 világbajnokság tizenegyedik futama.

## Futam
Schumacher Spában szerzett első helyét szabálytalanság miatt törölték, így a Benetton csapat számára nehéz időszak következett. A tárgyalás során felmentették az alakulatot a vádak alól, míg Michael Schumachert két futamról eltiltották. A belga nagydíjat így Hill nyerte Häkkinen és Verstappen előtt.
| Helyezés | #  | Versenyző             | Csapat/Motor      | Futott körök | Idő/Kiesés oka | Rajthely | Pontszám |
| -------- | -- | --------------------- | ----------------- | ------------ | -------------- | -------- | -------- |
| 1        | 0  | Damon Hill            | Williams-Renault  | 44           | 1:28:47,1      | 3        | 10       |
| 2        | 7  | Mika Häkkinen         | McLaren-Peugeot   | 44           | +51,381        | 8        | 6        |
| 3        | 6  | Jos Verstappen        | Benetton-Ford     | 44           | +1:10,453      | 6        | 4        |
| 4        | 2  | David Coulthard       | Williams-Renault  | 44           | +1:45,787      | 7        | 3        |
| 5        | 4  | Mark Blundell         | Tyrrell-Yamaha    | 43           | +1 kör         | 12       | 2        |
| 6        | 10 | Gianni Morbidelli     | Footwork-Ford     | 43           | +1 kör         | 14       | 1        |
| 7        | 26 | Olivier Panis         | Ligier-Renault    | 43           | +1 kör         | 17       |          |
| 8        | 23 | Pierluigi Martini     | Minardi-Ford      | 43           | +1 kör         | 10       |          |
| 9        | 24 | Michele Alboreto      | Minardi-Ford      | 43           | +1 kör         | 18       |          |
| 10       | 25 | Éric Bernard          | Ligier-Renault    | 42           | +2 kör         | 16       |          |
| 11       | 32 | Jean-Marc Gounon      | Simtek-Ford       | 42           | +2 kör         | 25       |          |
| 12       | 12 | Johnny Herbert        | Lotus-Mugen-Honda | 41           | +3 kör         | 20       |          |
| 13       | 15 | Eddie Irvine          | Jordan-Hart       | 40           | Generátor      | 4        |          |
| Kizárva  | 5  | Michael Schumacher    | Benetton-Ford     | 44           | Kizárva        | 2        |          |
| Kiesett  | 9  | Christian Fittipaldi  | Footwork-Ford     | 33           | Motorhiba      | 24       |          |
| Kiesett  | 31 | David Brabham         | Simtek-Ford       | 29           | Kerék          | 21       |          |
| Kiesett  | 29 | Andrea de Cesaris     | Sauber-Mercedes   | 27           | Gázadagoló     | 15       |          |
| Kiesett  | 8  | Martin Brundle        | McLaren-Peugeot   | 24           | Kicsúszás      | 13       |          |
| Kiesett  | 14 | Rubens Barrichello    | Jordan-Hart       | 19           | Kicsúszás      | 1        |          |
| Kiesett  | 3  | Katajama Ukjó         | Tyrrell-Yamaha    | 18           | Motorhiba      | 23       |          |
| Kiesett  | 11 | Philippe Adams        | Lotus-Mugen-Honda | 15           | Kicsúszás      | 26       |          |
| Kiesett  | 28 | Gerhard Berger        | Ferrari           | 11           | Motorhiba      | 11       |          |
| Kiesett  | 19 | Philippe Alliot       | Larrousse-Ford    | 11           | Motorhiba      | 19       |          |
| Kiesett  | 30 | Heinz-Harald Frentzen | Sauber-Mercedes   | 10           | Féltengely     | 9        |          |
| Kiesett  | 20 | Éric Comas            | Larrousse-Ford    | 3            | Motorhiba      | 22       |          |
| Kiesett  | 27 | Jean Alesi            | Ferrari           | 2            | Motorhiba      | 5        |          |
| NK       | 34 | Bertrand Gachot       | Pacific-Ilmor     |              |                |          |          |

## A világbajnokság élmezőnyének állása a verseny után
| H  | Versenyzők         | Pont | H  | Konstruktőrök    | Pont |
| -- | ------------------ | ---- | -- | ---------------- | ---- |
| 1. | Michael Schumacher | 76   | 1. | Benetton-Ford    | 85   |
| 2. | Damon Hill         | 55   | 2. | Williams-Renault | 62   |
| 3. | Gerhard Berger     | 27   | 3. | Ferrari          | 52   |
| 4. | Jean Alesi         | 19   | 4. | McLaren-Peugeot  | 23   |
| 5. | Mika Häkkinen      | 14   | 5. | Jordan-Hart      | 14   |

## Statisztikák
Vezető helyen:
- Michael Schumacher: 43 (1-28 / 30-44)
- David Coulthard: 1 (29)

Damon Hill 6. győzelme, 7. leggyorsabb köre, Rubens Barrichello 1. pole-pozíciója.
- Williams 74. győzelme.

Philippe Alliot 116., utolsó versenye.